# ایروکوئیس پوینت (هاوایی)
ایروکوئیس پوینت (به انگلیسی: Iroquois Point) یک منطقهٔ مسکونی در ایالات متحده آمریکا است که در شهرستان هونولولو، هاوایی واقع شده‌است. ایروکوئیس پوینت ۱٫۷ کیلومتر مربع مساحت و ۳٬۳۷۴ نفر جمعیت دارد و ۳٫۳۵ متر بالاتر از سطح دریا واقع شده‌است.